# Kalauzlija (Radovis)
Kalauzlija (macedónul: Калаузлија) település Észak-Macedóniában, a Délkeleti körzetben, a Radovisi járásban.

## Népesség
| Lakosok száma | 408  | 436  | 36   | 64   | 128  | 219  | 235  | 279  | 351  |
|               | 1948 | 1953 | 1961 | 1971 | 1981 | 1991 | 1994 | 2002 | 2021 |

- 2002-ben 279 lakosa volt, akik mindannyian törökök.